# Chicago Marathon 1985
De Chicago Marathon 1985 werd gelopen op zondag 20 oktober 1985. Het was de 9e editie van de Chicago Marathon. De Welsh Steve Jones kwam als eerste over de streep in 2:07.13. De Amerikaanse Joan Samuelson won bij de vrouwen in 2:21.21.

## Uitslagen

### Mannen
| rang   | naam               | land | tijd    |
| ------ | ------------------ | ---- | ------- |
| Goud   | Steve Jones        | WAL  | 2:07.13 |
| Zilver | Djama Robleh       | DJI  | 2:08.08 |
| Brons  | Robert de Castella | AUS  | 2:08.48 |
| 4      | Gianni Poli        | ITA  | 2:09.57 |
| 5      | Ralf Salzmann      | GER  | 2:10.56 |
| 6      | Jose Gomez         | MEX  | 2:11.08 |
| 7      | Don Janicki        | USA  | 2:11.16 |
| 8      | Francisco Pacheco  | MEX  | 2:11.57 |
| 9      | Ken Martin         | USA  | 2:12.00 |
| 10     | Henrik Jørgensen   | DEN  | 2:12.03 |
| 11     | Allister Hutton    | SCO  | 2:12.28 |
| 12     | John Graham        | SCO  | 2:12.55 |
| 13     | Mats Erixon        | SWE  | 2:13.29 |
| 14     | William Donakowski | USA  | 2:14.07 |
| 15     | David Olds         | USA  | 2:14.19 |
| 16     | Jean-Pierre Paumen | BEL  | 2:14.25 |
| 17     | Gianni DeMadonna   | ITA  | 2:14.30 |

### Vrouwen
| rang   | naam               | land | tijd    |
| ------ | ------------------ | ---- | ------- |
| Goud   | Joan Samuelson     | USA  | 2:21.21 |
| Zilver | Ingrid Kristiansen | NOR  | 2:23.05 |
| Brons  | Rosa Mota          | POR  | 2:23.29 |
| 4      | Carla Beurskens    | NED  | 2:27.50 |
| 5      | Veronique Marot    | ENG  | 2:28.04 |
| 6      | Glenys Quick       | NZL  | 2:31.44 |
| 7      | Mary O'Connor      | NZL  | 2:33.41 |
| 8      | Maria Rebelo       | FRA  | 2:34.02 |
| 9      | Sylvie Bornet      | FRA  | 2:34.05 |
| 10     | Rita Borralho      | POR  | 2:36.03 |
| 11     | Charlotte Teske    | GER  | 2:36.42 |
| 12     | Maria Trujillo     | MEX  | 2:37.10 |
| 13     | Susan Stone        | CAN  | 2:38.48 |
| 14     | Gillian Castka     | ENG  | 2:38.53 |
| 15     | Henrietta Fina     | AUT  | 2:39.52 |

1977 ·
1978 ·
1979 ·
1980 ·
1981 ·
1982 ·
1983 ·
1984 ·
1985 ·
1986 ·
1987 ·
1988 ·
1989 ·
1990 ·
1991 ·
1992 ·
1993 ·
1994 ·
1995 ·
1996 ·
1997 ·
1998 ·
1999 ·
2000 ·
2001 ·
2002 ·
2003 ·
2004 ·
2005 ·
2006 ·
2007 ·
2008 ·
2009 ·
2010 ·
2011 ·
2012 ·
2013 · 
2014 · 
2015 · 
2016 · 
2017 · 
2018 · 
2019 · 
2021 · 
2022 · 
2023